# کریستوفر دنهام
کریستوفر دنهام (انگلیسی: Christopher Denham؛ زادهٔ) یک هنرپیشه، فیلم‌نامه‌نویس، و کارگردان اهل ایالات متحده آمریکا است.
از فیلم‌ها یا برنامه‌های تلویزیونی که وی در آن نقش داشته‌است می‌توان به اوپنهایمر(2023)، دورویی، فضای مرکزی، سرزمین بد و اردوگاه جهنم اشاره کرد.